# Teoria da cultura do consumidor
Teoria da Cultura do Consumidor (CCT) consiste numa escola de pensamento do campo do marketing interessada em estudar o consumo a partir de um ponto de vista social e cultural, ao invés das abordagens econômicas ou psicológicas tradicionalmente utilizadas para estudar o consumo. A teoria da cultura do consumidor não oferece uma grande teoria unificada, mas sim uma família de perspectivas teóricas que abordam as relações dinâmicas entre as ações dos consumidores, o mercado e os significados culturais.
Com o olhar voltado para a sociedade pós-moderna, ela entende os significados culturais como sendo numerosos e fragmentados, portanto, vê a cultura como uma amálgama de diferentes grupos e significados compartilhados, ao invés de uma construção cultural homogênea. Cultura de consumo é visto como um arranjo social em que as relações entre a cultura, recursos sociais, modos de vida e os recursos materiais e simbólicos de uma sociedade são mediados pelos mercados e os consumidores são parte de um sistema que interliga produtos e imagens, dos quais eles usam para construir identidades e orientar suas relações com os outros.
Teoria da Cultura do Consumidor, além de uma família de perspectiva teóricas, tem se destacado por congregar um grupo informal de pesquisadores que, de alguma forma, se identificam com a utilização de uma abordagem cultural para o estudo do [consumo] e dos [consumidores]. Assim aqueles que estudam a Teoria da Cultura do Consumidor são conhecidos como Teóricos da Cultura do Consumidor.

## Campos de estudo
Os quatro percursos complementares para o estudo da cultura do consumidor são:
- Projetos de identidade do consumidor: envolvendo temas como jogo de identidades, imagem corpórea e auto-apresentação, performance de gênero, distinções simbólicas, extended self, contradições em negociações culturais, dimensões experienciais do consumo.
- Culturas do mercado: envolvendo temas ligados as dinâmicas sócio-culturais, incluindo comunidades de marca, comunidades de fãs, microculturas de consumidores, subculturas de consumo, tribos de consumo, sendo o mercado um mediador de laços sociais e relações sociais.
- Ideologias de mercado mediadas pela massa e estratégias interpretativas dos consumidores: envolvendo temas como representações discursivas, imagísticas e materiais de ideologias consumistas no mercado, os consumidores como usuários ativos de mídias e a leitura crítica de códigos hegemônicos, as dinâmicas da co-optação corporativa, as influências do cenário midiático e de consumo.
- Padrões sócio-históricos de consumo: envolvendo a moldagem do consumo por classes, etnicidade, gênero, e outras categorias sociais habituadas, o consumo sob condições de recursos culturais atenuados, a institucionalização e a reprodução das relações de poder através das hierarquias sócio-econômicas.

## Metodologia
Estudos alinhados com a Teoria da Cultura do Consumidor estão frequentemente associados a metodologias de pesquisa qualitativas, como entrevista, estudo de caso e etnografia. Apesar dos estudos não obrigatoriamente terem que adotar este tipo de metodologia, abordagens qualitativas consistem em ferramentas adaptadas para estudar aspectos vivenciais, sociológicos e culturais do consumo.